# Погорешть
Погорешть, Погорешті (рум. Pogorăști) — село у повіті Ботошані в Румунії. Входить до складу комуни Реусень.
Село розташоване на відстані 360 км на північ від Бухареста, 45 км на південний схід від Ботошань, 54 км на північний захід від Ясс.

## Населення
За даними перепису населення 2002 року у селі проживали 185 осіб, усі — румуни. Усі жителі села рідною мовою назвали румунську.